# 牛田村
牛田村（うしたむら）は、かつて広島県安芸郡に存在した村である。明治22年（1889年）の町村制発足により設置され、昭和4年（1929年）4月1日、広島市に編入合併して消滅した。

## 地理
- 旧村域は現在の牛田地区（「牛田」を冠する広島市東区の各町）にほぼ相当する。
- 北・東・南を山に囲まれ、西は京橋川に面する低地である。京橋川を挟んで広島市白島町に向かい合い、北は安芸郡戸坂村、東に同郡温品村（のち安芸町の一部）・中山村、南は広島市尾長村（現・尾長町）に隣接していた（安芸郡管轄下の村はすべてその後広島市に編入され東区の一部となった）。

## 歴史

### 地名の由来
地名の由来は、古来この地が公卿大人の所領地で「大人田」（うした）と呼ばれたことにちなむとの説（芸藩通志）、斥鹵（せきろ / アルカリ土壌の荒れ地）が開拓されたことから「潮田」（うしおだ）と呼ばれたとの説、あるいは牛牧の地などの説がある。

### 古代・中世
牛田の名は古く奈良時代の史料に登場し、その当時は「牛田荘」と称し西大寺の荘園であった。中世・室町時代の牛田は安芸国守護家の武田氏支配下にあり、天文10年（1541年）武田氏滅亡後には大内氏、ついで毛利氏の支配に移行した。毛利氏の支配下で、牛田は太田川河口という当時の地理的位置から水軍の拠点となり、宍戸氏など水軍勢力の諸氏族の所領地となった。また16世紀後半に安国寺恵瓊により再建された「安芸国安国寺」（現不動院）は、遅くとも平安時代までにはこの地に建立されていたといわれる。

### 近世
近世の牛田はしばしば太田川の氾濫による冠水に悩み、また近隣の山が留山であったことから肥草が利用できず、農業はふるわなかった。その代わり広島城下に隣接していたため、村民の3割程度が農閑期に城下への出稼ぎ・奉公に従事していたとする史料もある。寛文4年（1664年）に牛田村から京橋川に架けられた神田橋は、広島城下では唯一街道筋（西国街道・雲石街道）以外に架橋されたものであった。

### 近代
近代になり牛田村は明治15年（1882年）北隣の新山村（にいやまむら / 現在の牛田新町三・四丁目）を合併して村域を拡大、明治22年（1889年）には町村制発足により安芸郡牛田村が設置された。同年、対岸の白島町北端に駐屯する陸軍工兵第5連隊が、村内の作業所との連絡のため市内唯一の吊り橋である工兵橋を本川と京橋川が分岐する付近に架橋した。明治29年（1896年）には工兵隊作業場北側の牛田水源地と、これに発する広島市上水道が、宇品への軍用水道から建設が開始され、明治32年（1899年）には市民用の接続水道とあわせ給水を開始した。大正期に入ると村内の宅地化が進行して村民の多くは広島市内に勤務する給料生活者となり、農家の戸数は減少した。このため牛田村は広島市の郊外住宅地としての性格が強くなり、昭和4年（1929年）の広島市編入に至る。

## 沿革
- 1889年4月1日 ： 町村制発足により安芸郡牛田村が設置。
- 1929年4月1日 ： 広島市に編入し消滅。旧村域は同市「牛田町」となる。

## 大字
近世以来の「牛田村」がそのまま町村制による牛田村に移行したため、大字は編成されなかった。なお、牛田新町四丁目に存在するバス停「天水」（あまず）は、牛田村合併前の新山村以来の地名である。

## 各種施設・企業（1929年4月時点）
行政機関
- 牛田村役場 ： 現在の牛田本町5丁目付近に所在していた。

軍施設
- 陸軍工兵第5連隊作業所 ： 工兵第5連隊は京橋川対岸の現・安田女子中学校・高等学校の校地付近に駐屯、水源地南側（現在の国家公務員アパート付近）に作業所を設置していた。

公共施設
- 牛田水源地 ： 明治32年（1899年）給水開始。当初は軍用として建設された。現在の牛田浄水場。

学校
- 安芸郡牛田尋常小学校 ： 明治7年（1874年）9月30日「賛成舎」として設立。合併後、広島市立となり、1947年より広島市立牛田小学校と改称、現在に至る。

金融機関
- 牛田信用組合 ： 1909年3月設立。現在の広島信用金庫の前身の一つ。

## 合併後の状況
- 現況については牛田地区を参照されたい。
- 広島市への編入後、旧牛田村域はそのまま「広島市牛田町」となった（しかし広範囲であるため便宜上、平地部を中心に牛田南町・早稲田・牛田旭町・牛田本町・牛田新町など下位の小地名に分けられていた）。
- 1970年の町名変更により上記の牛田町は大部分が牛田南・牛田東・牛田早稲田・牛田旭・牛田新町・牛田山・牛田中・牛田本町に分割、1974年には残りの町域が戸坂くるめ木に編入され、町名としての「牛田町」は消滅した。

## 出身人物

### 官僚
- 高橋琢也 - 東京医科大学の創立者。沖縄県知事。

## 関連書籍
- 『広島県の地名』（日本歴史地名大系 第35巻） 平凡社、1982年
- 『角川日本地名大辞典 第34巻 ： 広島県』 角川書店、1987年　ISBN 4040013409